# Ljubka Šorli
Ljubka Šorli, slovenska pesnica in učiteljica, * 19. februar 1910, Tolmin, Slovenija, † 30. april 1993, Gorica.

## Življenje
Ljubka Šorli se je rodila očetu Luku Šorliju, ki je bil strojar, ter materi Alojziji Mlakar, trgovki. Imela je brata in dve sestri.
Ob izbruhu prve svetovne vojne se je družina umaknila k sorodnikom na Jesenice. Tam je obiskovala osnovno šolo, dokončala pa jo je v Tolminu, kjer je leta 1923 zaključila še meščansko šolo. Oče je po prihodu iz vojske, leta 1925, umrl.  Ljubka je v letih 1923-1925 obiskovala trgovsko šolo v Gorici in se zaposlila v trgovini.
Odraščala je v narodnem in kulturnem okolju: sodelovala je z mladimi v kulturnih in posvetnih organizacijah, v župniji nadomeščala organista, vodila dekliški zbor. Spoznala je Lojzeta Bratuža, učitelja, zborovodja, skladatelja, s katerim se je jeseni leta 1933 poročila. Rodila sta se jima hči Lojzka in sin Andrej.
Lojzeta Bratuža so zaradi zavednega slovenstva fašisti preganjali. Večkrat je bil zaprt. 27. decembra 1936 so ga prisilili, da je popil četrtlitrski kozarec strojnega olja, pomešanega z bencinom. Po hudih mukah je umrl 16. februarja leta 1937.
Tudi Ljubko so zaradi narodnega delovanja in zvez z družino Premrl aretirali. Preživela je muke pod komisarjem Collottijem, nato pa je bila poslana v taborišče Zdravščina pri Gorici, kjer je preživela z mislijo: »Skoz trpljenje nas žlahtni usoda, ena vera je, en klic: svoboda!«.
8. septembra, ob razpadu Italije, se je skupaj z otrokoma vrnila v Tolmin. Na osnovni šoli, kjer je obiskovala učiteljski tečaj (ki so ga vodili Joža Lovrenčič, Tine Debeljak, Vinko Beličič in Severin Šali), so ji ponudili učiteljsko mesto. Tečaj je nato obiskovala v Gorici, kamor se je vrnila leta 1946; sprva je delala kot tajnica na slovenskem učiteljišču, nato pa je, od leta 1948 pa do upokojitve 1975, poučevala (v Gorici in skoraj v vseh šolah okoliških vasi).
Vključevala se je v širše kulturno dogajanje, aktivno delovala v raznih društvih, objavljala v revijah, obiskovala razne prireditve in literarne večere. Umrla je 30. aprila 1993. Na Erjavčevi cesti v Novi Gorici so ji postavili doprsni kip kiparke Milene Braniselj; ob njem je tudi spomenik njenega moža.

## Delo
Posledice prve svetovne vojne, begunstva, italijanske zasedbe, fašističnega zatiranja so trajno zaznamovale njeno delo in življenje. Precej njenih pesmi vsebuje domoljubno tematiko, izražena je ljubezen, pripadnost domovini in spoštovanje maternega jezika. Tako je v sonetu Slovenska govorica leta 1945 izrazila misel, da je prav jezik najdragocenejši dar narave, temeljni znak narodovega obstoja.
Ustvarjala je liriko, značilno za obdobje med obema vojnama. Tematika rodnega kraja Tolmin in njegove okolice, Soče in obsoških krajev, Goriških brd, Krasa, Beneške Slovenije in Kanalske doline se pojavlja v številnih pokrajinskih pesmih (Tolminska pomlad, Tolminska jesen, Razgled z Matajurja, Tolminski motiv, Kje so dragi, Slike izza vojnih dni …). Vera ima poseben pomen, k njej se zateka s svojo bolečino in tesnobo (Svetogorski Materi, Velikonočno jutro, Počiva Betlehem, Božična pesem, Božični sonet, Molitev, Legenda o Mariji …). Tudi v mladinskih delih se pojavljajo podobne tematike, predvsem so v ospredju narava, njeno spreminjanje, živalski in rastlinski svet.
Podrejala se je metričnim zakonom, pesmi so harmonične, urejene v geometrijo kitice, metra in rime, pogosto podvržene pravilom sonetne oblike (sonetni venec Neizpovedana ljubezen z akrostihom Tebi, moja mamica). Pri pesnitvah je izrazita muzikalnost - številne njene pesmi so bile po Bratuževi in Vodopivčevi zaslugi uglasbene (Bolečina, Ob poti tam za vasjo ...).
Ljubkina dela so se pojavljala v številnih revijah, koledarjih in časopisih. Prvo pesem v tujini je objavila v dijaškem ilegalnem cikostilnem lističu Soča leta 1927/1928. Prva natisnjena pesem je izšla leta 1929 v Mladiki. Objavljala je v Koledarju Goriške Mohorjeve družbe, Družini (1929), sodelovala je tudi v izseljenskem časopisu Duhovno življenje in njegovi prilogi za otroke Božje stezice (Argentina, 1935), v Zrnih (cikl. časopis na Livku), Zarji (cikl. revija), po vojni pa so njene pesmi izhajale v Mladi setvi (1947) in v verski reviji Ave Maria.
Ljubka se je z mladinsko poezijo začela ukvarjati okoli leta 1950. Pesmi, igre in pravljice (Pravljica o zajčku, ki gre po pirhe) je objavljala v mladinskem listu Pastirček. Nekatere pesmi je nato zbrala in jih leta 1983 izdala v zbirki Veseli ringaraja (Pesmi za otroke). S pesmimi (ki jih je kar sto osemindvajset, od tega oseminštirideset uglasbenih) je skušala otrokom približati domovino, ljubezen do nje in do jezika, spoštovanje vrednot, življenja …

## Nagrade
Leta 1979 je prejela papeško odlikovanje Pro Ecclesia et Pontifice, ki ji ga je podelili goriški nadškof Cocolin.